# Kai Holm (skuespiller)
 Der er flere personer med dette navn, se Kai Holm.
Kai Emil Holm (født 4. marts 1896 i Lemvig, død 10. juli 1985) var en dansk skuespiller og biografdirektør.
Han var tapetserer og gennemgik Det kongelige Teaters elevskole 1922-1924. Herefter gik han på Skole- og Fritidsscenen 1925-1926.
Siden hen optrådte han bl.a. på Det Ny Teater, Folketeatret og Det kongelige Teater. Han var direktør for Friluftsteatret på Bellahøj 1939-1940. Holm indspillede en række film, oftest i usympatiske roller.
Samtidig med sin karriere som skuespiller var han biografdirektør for Toftegaard Bio 1938–50 og leder af World Cinema 1950–70. Under Besættelsen var han med i modstandsbevægelsen og lod en militærgruppe ledet af senere statsminister Anker Jørgensen opbevare et stort våbenlager i biografens lokaler. Ved Gribskov modtog den illegale gruppe våben og ammunition, som på lastbiler blev kørt til hovedstaden. Fra Valby blev våben distribueret til små depoter på privatadresser.
Holm blev 1964 æresmedlem af Dansk Skuespillerforbund. Han modtog Blicherprisen 1965 og Martin Andersen Nexø Legatet 1969. Han blev Ridder af Dannebrog i 1951 og i 1954 både Ridder af 1. grad af Dannebrog og ridder af den norske Sankt Olavsorden og svenske Vasaorden.

## Udvalgt filmografi
- Præsten i Vejlby – 1931
- Kirke og orgel – 1932
- Nøddebo Præstegård – 1934
- Flugten fra millionerne – 1934
- Snushanerne – 1936
- Inkognito – 1937
- Livet på Hegnsgaard – 1938
- Kongen bød – 1938
- Sørensen og Rasmussen – 1940
- I de gode gamle dage – 1940
- Sommerglæder – 1940
- Tordenskjold går i land – 1942
- Forellen – 1942
- Ditte Menneskebarn – 1946
- For frihed og ret – 1949
- Vesterhavsdrenge – 1950
- Den gamle mølle på Mols – 1953
- Kongeligt besøg – 1954
- Karen, Maren og Mette – 1954
- Altid ballade – 1955
- Kristiane af Marstal – 1956
- Seksdagesløbet – 1958
- Det tossede paradis – 1962
- Støvsugerbanden – 1963
- Don Olsen kommer til byen – 1964
- Døden kommer til middag – 1964
- Flådens friske fyre – 1965
- Der var engang – 1966
- Elsk din næste – 1967
- Nyhavns glade gutter – 1967
- Takt og tone i himmelsengen – 1972
- På'en igen Amalie – 1973
- Bejleren - en jysk røverhistorie – 1975
- Drømme støjer ikke når de dør – 1979